# 로마에서 생긴 일
《로마에서 생긴 일》(영어: When in Rome)는 2010년 개봉한 미국의 로맨틱 코미디 영화이다. 마크 스티븐 존슨이 연출하고, 크리스틴 벨, 조시 더멜 등이 출연하였다.

## 줄거리
솔로몬 R. 구겐하임 미술관 학예사인 29살 베스는 연애가 사치라고 생각하면서도 진정한 사랑을 꿈꾼다. 베스는 로마에서 열리게 된 여동생 조앤의 결혼식에서 신부 들러리 대표를 맡는다. 로마에 도착한 베스는 신랑 들러리 대표인 26살 닉을 만나 바로 호감을 품는다.
하지만 닉이 다른 여성과 입을 맞추는 모습을 목격한 베스는 낙심하고, 술김에 사랑의 분수에서 카지노 토큰, 희귀 주화, 페니, 마술 쿼터, 유로를 줍는다. 베스는 나중에 이 분수에서 동전을 주우면 그 동전 원 주인의 사랑을 받게 된다는 전설이 있다는 걸 알게 된다.
곧 동전 주인들은 뉴욕까지 베스를 쫓아와 갖은 구애 작전을 펼친다. 그 사이 닉과 잘 되어가고 있던 베스는 주문을 깨기 위해 이들에게 동전을 돌려 주려고 하다가 카지노 토큰의 주인이 닉이라는 걸 알게 된다. 닉 역시 다른 구애자들과 마찬가지로 단순히 주문에 걸려들어 잠시 자신을 좋아하게 됐을 뿐이라는 생각에 베스는 실망하는데...

## 출연진
- 크리스틴 벨 - 베스 역
- 조시 더멜 - 니컬러스 “닉” 역
- 존 히더 - 랜스 역
- 대니 더비토 - 앨 역
- 댁스 셰퍼드 - 게일 역
- 윌 아넷 - 앤토니오 역
- 알렉시스 드지나 - 조앤 역
- 루카 칼바니 - 움베르토 역: 조앤의 신랑.
- 케이트 미쿠치 - 스테이시 역: 베스의 비서.
- 앤젤리카 휴스턴 - 설레스트 역
- 보비 모이니핸 - 퍽 역
- 페기 립턴 - 프리실라 역: 베스와 조앤의 어머니.
- 돈 존슨 - 베스의 아버지 역 (크레디트 미기재)
- 리 페이스 - 브레이디 색스 역: 베스의 전 남자친구.
- 크리스틴 샬 - 일로나 역
- 알렉사 헤이빈스 - 레이시 역
- 셔킬 오닐 - 본인 역
- 로런스 테일러 - 본인 역
- 데이비드 리 - 본인 역
- 에프런 라미레스 - 후안 역
- 키어 오도널 - 사제(디노 신부) 역
- 고스트페이스 킬라 - 행사 DJ